# Dianne Cook
Pour les articles homonymes, voir Cook.
Dianne Helen Cook est une statisticienne australienne, rédactrice en chef du Journal of Computational and Graphical Statistics (en) et experte en visualisation de données de grande dimension et en statistique multivariée. Elle est professeure d'analyse commerciale au département d'économétrie et de statistiques commerciales de l'université Monash et professeure émérite de statistiques à l'université d'État de l'Iowa.

## Éducation et jeunesse
Dianne Cook a grandi à Wauchope, en Nouvelle-Galles du Sud en tant que fille de ferme athlétique, la première femme à jouer dans son équipe de cricket locale (masculine). Elle a étudié les statistiques à l'Université de Nouvelle-Angleterre (Australie), où elle a obtenu un BSc et un Dip. Éd. (en) en 1982. Elle a obtenu sa maîtrise en 1990 et son doctorat en 1993 à l'Université Rutgers ; sa thèse, supervisée conjointement par Andreas Buja et Javier Cabrera, est intitulée Grand Tour and Projection Pursuit,.

## Carrière et recherche
Cook a rejoint la faculté de l'Université d'État de l'Iowa en 1993 et y est restée jusqu'à son déménagement à l'Université Monash en 2015.
Elle est professeure d'analyse commerciale au département d'économétrie et de statistiques commerciales de l'université Monash et professeure émérite de statistiques à l'université d'État de l'Iowa. Le statut de professeur émérite a été choisi pour qu'elle puisse continuer à superviser des étudiants diplômés à l'Université d'État d'Iowa après avoir déménagé en Australie,,.
À Iowa State, parmi ses étudiants figurent notamment Hadley Wickham et Yihui Xie (en).
Elle est l'une des développeurs de GGobi (en), un outil logiciel libre de statistiques pour la visualisation de données interactive, et avec Deborah F. Swayne (en), elle est l'auteure de Interactive and Dynamic Graphics for Data Analysis: With R and GGobi (Springer, 2007).
Elle est membre de la Société américaine de statistique  et elle est rédactrice en chef du Journal of Computational and Graphical Statistics (en).